# Братская могила коммунистов-подпольщиков (Кривой Рог)
Братская могила коммунистов-подпольщиков — памятник истории оккупации города Кривой Рог австро-венгерскими войсками в период Гражданской войны.

## История
2 июня 1918 года австро-венгерскими войсками были расстреляны члены подпольной большевистской организации В. П. Чередниченко, И. Л. Калиниченко, Ю. И. Умникова, С. М. Харитонов и П. С. Цына, осуществлявшие сопротивление оккупационной власти в Кривом Роге.
В 1924 году по решению Криворожского городского совета на братской могиле был установлен 4-метровый обелиск из лабрадорита — бывший постамент разрушенного памятника императору Александру II.
В 1958 году произведена реконструкция и установлен гранитный обелиск.
В 1998 году выполнена ещё одна реконструкция.

## Характеристика
Братская могила в виде гранитного обелиска. Установлен на улице Чкалова в Центрально-Городском районе, в сквере возле Центрального рынка и средней школы № 1. Архитектор Д. А. Лившиц. Автор проекта реконструкции — архитектор Л. Р. Ветвицкий. Памятник местного значения.